# Московский городской суд
Моско́вский городско́й суд, или кратко Мосгорсу́д — высший судебный орган города Москвы по гражданским, уголовным, административным и иным делам, подсудным судам общей юрисдикции. В качестве суда первой инстанции рассматривает дела, отнесённые федеральными законами к компетенции судов уровня субъекта Российской Федерации. Является апелляционной инстанцией для районных судов города Москвы.
С 18 августа 2023 года находится под санкциями Канады.

## История
Московский городской суд был учреждён 13 декабря 1932 года постановлением наркомата юстиции РСФСР и заменил Московский окружной суд, который продолжал существовать после упразднения Московского округа в 1930 году. Существование городского суда противоречило действовавшему «Положению о судоустройстве РСФСР», но для Москвы было сделано исключение. В 1930-х годах Мосгорсуд был нижестоящей инстанцией по отношению к Московскому областному суду, который имел полномочия судебного надзора и управления в отношении Мосгорсуда.
В разное время Московский городской суд находился в ведении союзных и республиканских органов юстиции. После принятия «Основ законодательства о судоустройстве СССР, союзных и автономных республик» 1958 года Мосгорсуд стал приравнен к областным судам. Эти же Основы сформировали внутреннюю структуру Мосгорсуда, предусматривающую образование президиума и деление на коллегии и составы, которая с того времени не претерпела значительных изменений.

## Руководство
Председатель суда — Михаил Юрьевич Птицын. Заместители председателя — Ишмуратова Любовь Юрьевна, Ивченко Максим Николаевич, Иванов Алексей Викторович.

## Отделы
| - Отдел по обеспечению судопроизводства по уголовным делам первой инстанции - Уголовная канцелярия 1-я инстанция - Отдел по обеспечению судопроизводства по уголовным делам кассационной инстанции - Уголовная канцелярия 2-я инстанция - Отдел по обеспечению судопроизводства по гражданским и административным делам - Гражданская канцелярия 1-я и 2-я инстанции - Отдел по обеспечению деятельности Президиума суда и обобщению судебной практики - Канцелярия Президиума Московского городского суда - Консультанты по уголовным делам - Кодификация | - Экспедиция - Группа исполнения - Спецчасть - Канцелярия спецчасти (секретные дела) - Канцелярия архива - Приёмная Московского городского суда - Отдел по работе с присяжными заседателями - Секретариат суда - Архив суда - Отдел кадров - Надзорная группа - Надзорная инстанция по уголовным делам - Надзорная инстанция по гражданским делам - Отдел делопроизводства (экспедиция) - Отдел по связям со средствами массовой информации и общественностью |

## Районные суды города Москвы
1. Бабушкинский
2. Басманный
3. Бутырский
4. Гагаринский
5. Головинский
6. Дорогомиловский
7. Замоскворецкий
8. Зеленоградский
9. Зюзинский
10. Измайловский
11. Коптевский
12. Кузьминский
13. Кунцевский
14. Лефортовский
15. Люблинский
16. Мещанский
17. Нагатинский
18. Никулинский
19. Останкинский
20. Перовский
21. Преображенский
22. Пресненский
23. Савёловский
24. Симоновский
25. Солнцевский
26. Таганский
27. Тверской
28. Тимирязевский
29. Тушинский
30. Троицкий
31. Хамовнический
32. Хорошёвский
33. Черёмушкинский
34. Чертановский
35. Щербинский

## Здание
Здание Московского городского суда на улице Богородский Вал, дом 8 состоит из трёх построенных в 1988—2012 годы корпусов. Общая его площадь в границах внутренних стен составляет 29 677,7 квадратного метра, из которых 4340 квадратных метров приходятся на подземную часть.
Ближайшая к зданию станция метро — «Преображенская площадь».
В 2012 году для апелляционной инстанции Мосгорсуда на средства Правительства Москвы было построено новое здание. Помимо служебных помещений, в здании есть три квартиры для судей, находящихся под госзащитой.

## Критика
Мосгорсуд часто критиковали за отсутствие оправдательных приговоров, председатель Мосгорсуда Ольга Егорова парировала: «В Мосгорсуде в 2015 году был один оправдательный приговор». На этот счёт пресс-служба Мосгорсуда сообщала: «Небольшая доля оправдательных приговоров судов свидетельствует о качественной работе следствия и не является существенным показателем деятельности судебной системы», в результате, за крайне редкую отмену решений и зависимость от власти Мосгорсуд называют «Мосгорштампом». «Нет уже ни „Мосгорштампа“, ни „басманного правосудия“» — утверждала Ольга Егорова в 2011 году.
Мосгорсуд упрекают в избиении подсудимых конвоем, иные методы силового воздействия. Правозащитники, со слов обвиняемых, заявляли о наличии в здании Мосгорсуда специального помещения со вмонтированными в стену кольцами, к которым пристёгивают обвиняемых и подвергают пыткам. В ответ на эти заявления пресс-служба суда выпустила комментарий, где разъяснила, что данное помещение является комнатой для ознакомления лиц, содержащихся под стражей, с материалами дел, а установленные кольца «предназначены для ограничения свободы действий лиц, содержащихся под стражей, исключительно для обеспечения безопасности сотрудников аппарата суда».

### Московский городской суд на карте
- Яндекс.Карты — Россия, 107076, город Москва, Восточный административный округ, улица Богородский Вал, дом 8, Московский городской суд
- Карты Google — Россия, 107076, город Москва, Восточный административный округ, улица Богородский Вал, дом 8, Московский городской суд

### Другие официальные ссылки
- Регистрационные данные Московского городского суда на официальном веб-сайте Российской Федерации для размещения информации о размещении заказов
- Документы, регулирующие порядок работы Московского городского суда: